# Monopylephorus kermadecensis
Monopylephorus kermadecensis är en ringmaskart som först beskrevs av Benham 1915.  Monopylephorus kermadecensis ingår i släktet Monopylephorus och familjen glattmaskar.
Artens utbredningsområde är havet kring Nya Zeeland. Inga underarter finns listade i Catalogue of Life.